# José Ignacio Pérez Sáenz
José Ignacio Pérez Sáez (Calahorra, 1951) és un advocat i polític riojà. Membre del PSOE, fou regidor a l'ajuntament de Calahorra el 1979 al 1983 i diputat al Parlament de La Rioja de 1983 al 2003. Ha estat conseller d'educació i cultura del Govern de La Rioja (1983-1987).
El 1990 va promoure una moció de censura contra el govern de Joaquín Espert Pérez-Caballero (PP), juntament amb Leopoldo Virosta (PRD) que el va dur a la presidència de la Rioja, càrrec que va ocupar fins al 1995, quan fou vençut per Pedro Sanz Alonso (PP). Ha estat candidat del PSOE a la presidència de la Rioja fins al 2003. Posteriorment fou escollit senador a les eleccions generals espanyoles de 2000 i 2004.